# Krzysztof Dębski
Krzysztof Wacław Dębski (ur. 1949) – polski ekonomista i samorządowiec, prezydent Kutna w latach 1998–2002.

## Życiorys
Ukończył studia ekonomiczne na Wyższej Szkole Ekonomicznej w Poznaniu, a także studia podyplomowe.
Od 1994 do 2014 zasiadał w Radzie Miasta Kutna, był także przewodniczącym Zarządu Związku Gmin Regionu Kutnowskiego w latach 2002–2006. W 1998 objął stanowisko prezydenta miasta. W wyborach bezpośrednich z 2002 roku przegrał w drugiej turze z Zbigniewem Pawłem Burzyńskim, otrzymując 4799 głosów (44,84% poparcia). W latach 2002–2007 był członkiem Kongresu Władz Lokalnych i Regionalnych Rady Europy. Był również obserwatorem w Komitecie Regionów przy Unii Europejskiej (lata 2003–2004). Do 2004 roku był członkiem Zarządu Związku Miast Polskich w Poznaniu. Zawodowo przez wiele lat pracował w firmie „Agroma” w Kutnie, początkowo jako dyrektor d.s. handlowych, a w okresie 2003–2006 jako dyrektor naczelny. Od 2011 roku był dyrektorem Wydziału Inwestycji i Nadzoru Właścicielskiego w Starostwie Powiatowym w Kutnie. W 2015 roku przeszedł na emeryturę.